# Мельничная (приток Кузюга)
Мельничная — река в России, протекает в Опаринском районе Кировской области. Устье реки находится в 48 км по левому берегу реки Кузюг. Длина реки составляет 17 км.
Исток реки находится в лесах в 32 км к юго-западу от посёлка Опарино. Течёт на северо-восток по ненаселённой местности. Впадает в Кузюг напротив деревни Сергеевская Веретея.

## Данные водного реестра
По данным государственного водного реестра России относится к Камскому бассейновому округу, водохозяйственный участок реки — Вятка от города Киров до города Котельнич, речной подбассейн реки — Вятка. Речной бассейн реки — Кама.
По данным геоинформационной системы водохозяйственного районирования территории РФ, подготовленной Федеральным агентством водных ресурсов:
- Код водного объекта в государственном водном реестре — 10010300312111100035386
- Код по гидрологической изученности (ГИ) — 111103538
- Код бассейна — 10.01.03.003
- Номер тома по ГИ — 11
- Выпуск по ГИ — 1